# PGC 40974
LEDA/PGC 40974 ist eine elliptische Zwerggalaxie vom Hubble-Typ dE5 im Sternbild Jungfrau auf der Ekliptik, die schätzungsweise 18 Millionen Lichtjahre von der Milchstraße entfernt ist. Möglich ist eine gravitative Bindung mit NGC 4442.  Unter der Katalognummer VCC 1078 wird sie als Mitglied des Virgo-Galaxienhaufens aufgeführt.
Im selben Himmelsareal befinden sich u. a. die Galaxien NGC 4445, IC 3412, IC 3357, IC 3374.